# Salchicha de Bolonia
La salchicha de Bolonia o salchicha de Bologna es un embutido estadounidense parecido a la mortadela italiana (realizada con salchicha de cerdo finamente picada y cubos de manteca de cerdo, originaria de la ciudad italiana de Bolonia). Comúnmente se le llama bolonia o bologna (pronunciado boloña). Las normas del gobierno de los Estados Unidos requieren que la bolonia americana sea de grano fino y sin pedazos visibles de grasa. La bolonia también puede hacerse de pollo, pavo, ternera o carne de cerdo.

## Variedades
- Bolonia - En general la bolonia es básicamente igual a la salchicha de «perro caliente», aunque más grande y en lonchas.

- Bolonia de ternera - Es una versión realizada completamente con ternera. Por lo general, es de un color más rojo que su contraparte de carne mixta.

- Bolonia Kosher o Halal - Típicamente elaborada solamente con ternera, pero a veces con pavo o cordero. Hecha para quienes profesen religiones como el judaísmo o el Islam que proscriben el consumo de carne porcina.

- Bolonia alemana - Conocida también como «bolonia al ajo», este embutido se distingue por el ajo que se añade a la receta. La bolonia en Alemania es conocida como Fleischwurst o Lyoner .

- Bolonia de Lebanon - Nombrada así por el Condado de Lebanon en Pensilvania, es la variedad de embutido llamado «Pensilvania dutch». Se distingue por su sabor ahumado, además de por su aspecto oscuro y grueso, es una de las bolonias de sabor más intenso.